# Mike Krack
Mike Krack (18 de março de 1972) é um engenheiro automotivo luxemburguês que atualmente ocupa o cargo de diretor de pista da equipe de Fórmula 1 da Aston Martin Aramco. Ele anteriormente ocupou a função de chefe de equipe da Aston Martin Aramco, entre 2022 e 2025 e, também, trabalhou nas equipes BMW Sauber, como engenheiro chefe; Porsche WEC, como chefe de engenharia de pista, e na BMW, como chefe de engenharia, operações e organização para corridas e testes. Ele também teve passagens pela Fórmula 3 e DTM.

## Carreira
Krack iniciou sua carreira de engenheiro na BMW, em julho de 1998, com a função de engenheiro de testes. Ele deixou o cargo no início de 2001, para ingressar na equipe de Fórmula 1 da Sauber. Ele subiu na hierarquia, começando como engenheiro de análise de dados. Ele foi promovido em dezembro de 2003 para se tornar engenheiro de corrida de Felipe Massa e, eventualmente, recebeu o papel de engenheiro-chefe quando a equipe foi transformada na BMW Sauber. Onde ele trabalhou com o jovem Sebastian Vettel em sessões de treinos, até sua estreia no Grande Prêmio dos Estados Unidos de 2006. Krack deixou a BMW Sauber quando a equipe decidiu focar a temporada de 2009, ao invés de lutar pelo título de pilotos de Robert Kubica em 2008.
Ele então teve passagens pelas equipes Kolles & Heinz Union e Hitech, ambas na Fórmula 3. Krack retornou à BMW como engenheiro-chefe do departamento de DTM em outubro de 2010, mas saiu no final de 2012 para ingressar na Porsche. Lá, ele recebeu o papel de chefe de engenharia de pista para a equipe do Campeonato Mundial de Resistência. Enquanto ele estava na Porsche, ele trabalhou de perto no 919 Hybrid, que levaria uma vitória e quatro pódios.
Krack saiu em 2014, para se juntar à BMW novamente, como engenheiro de desempenho sênior. De 2014 a 2022, ele passou por muitas funções, incluindo a supervisão dos programas de Fórmula E, IMSA e GT. Em 2018, foi-lhe atribuído o cargo de chefe de engenharia, operações e organização de corridas e testes.
Em 14 de janeiro de 2022, Krack foi anunciado como chefe de equipe da Aston Martin Formula One Team, após a saída de Otmar Szafnauer. Em 10 de janeiro de 2025, a Aston Martin anunciou que Krack havia sido substituído na função de chefe de equipe pelo seu diretor-executivo, Andy Cowell, embora Krack permanecesse na equipe como diretor de pista, esta nova posição de Krack assumiu a função do diretor de desempenho da equipe, Tom McCullough, que era maximizar o desempenho do carro na pista.